# 吉本超合金K・ケンコバ大王
『吉本超合金K・ケンコバ大王』（よしもとちょうごうきんケー・ケンコバだいおう）は、一部テレビ東京系列局で放送されていたテレビ大阪・吉本興業共同製作のバラエティ番組。全23回。製作局のテレビ大阪では2002年10月6日から2003年3月30日まで、毎週日曜 24:35 - 25:05に放送。

## 概要
毎回ケンドーコバヤシがロケを敢行し、2003年3月に番組が終了するまでの合計視聴率を100%にすることを目指していた深夜番組である。ケンドーコバヤシ初の冠番組でもあった。
オープニングでは毎回通算視聴率が発表されていたが、結果的には全23回の放送で合計50%弱と目標値の半分にも届かない数字に終わった。ただし、1回あたり平均4.76%というノルマは放送曜日や時間帯を考えるとかなり高い目標値であった。
番組タイトルの表記には揺れがあり、テレビ大阪の公式サイトでは「ケンコバ大王〜吉本超合金K〜」と、テレビ北海道の公式サイトでは「ケンコバ大王〜吉本超合金K」と表記されていた。また、かつて存在していた番組公式サイトのタイトルは「ケンコバ大王 吉本超合金K」だった。

## 出演者

### レギュラー
- ケンドーコバヤシ
- 千原こずえ

### ゲスト
- ハリガネロック
- 陣内智則
- たむらけんじ
- ハリウッドザコシショウ
- 田村裕（麒麟）
- 木村卓寛（天津）
- チュートリアル
- 笑い飯
- 土肥ポン太
- 浅越ゴエ（ザ・プラン9）
- 原田専門家
- ほか

## スタッフ
- 作家 - かわら長介
- カメラ - 細川貴史
- 編集 - 牧原保
- 音効 - 衛藤恒明
- オープニングCG - 原田専門家
- アシスタントディレクター - 安達澄子
- ディレクター - 坂本丈一
- プロデューサー - 徳岡敦朗（TVO）、大木里織 、濵本幸治（吉本興業）
- 制作協力 - アイ・ティ・エス / Trash、アンカー、戯音工房
- 製作 - テレビ大阪、吉本興業

## 主題歌
・オープニングテーマ
- ロメオ（BLANKEY JET CITY）

・エンディングテーマ
- シャロン（ROSSO）

## 放送局
| 放送対象地域   | 放送局                 | 系列           | 放送日時 | 備考                   |
| -------------- | ---------------------- | -------------- | --- | ---------------------- |
| 大阪府         | テレビ大阪             | テレビ東京系列 | 日曜 24:35 - 25:05 （2002年10月6日 - 2003年3月30日） | 製作局                 |
| 北海道         | テレビ北海道           | テレビ東京系列 | 木曜 26:00 - 26:30 （2002年11月7日 - 2002年12月26日） 土曜 25:45 - 26:15 （2003年1月11日 - 2003年3月29日） 火曜 26:00 - 26:30 （2003年4月1日 - 2003年4月22日） | 約1か月遅れ            |
| 愛知県         | テレビ愛知             | テレビ東京系列 | 火曜 24:55 - 25:25 （2002年10月8日 - 2003年3月25日） | 2日遅れ                |
| 岡山県・香川県 | テレビせとうち         | テレビ東京系列 | 水曜 24:50 - 25:20 （2002年10月16日 - 2003年3月26日） 水曜 24:55 - 25:25 （2003年4月2日 - 2003年4月9日）                                                       |                        |
| 日本全域       | ヨシモトファンダンゴTV | CSチャンネル   | 2007年から再放送を実施 | 2007年から再放送を実施 |